# اپرلندز
اپرلندز (به انگلیسی: Upperlands) یک روستا در بریتانیا است که در شهرستان لندندری واقع شده‌است. اپرلندز ۵۳۵ نفر جمعیت دارد.